# 占国桥
占国桥（1953年—），浙江萧山人。汉族。加入中国共产党。解放军高级后勤学校作战参谋专业毕业。中国人民解放军少将。
2001年底，调到兰州军区工作，历任兰州军区联勤部政治委员、兰州军区联勤部部长等职。
2013年，当选全国人大代表。因涉嫌违法犯罪，2015年4月20日，兰州军区选举委员会会议决定接受其辞去第十二届全国人民代表大会代表职务。
因涉嫌严重违纪，2014年12月军委纪委对其立案调查，2015年3月移送军事检察机关处理。